# رينيه ريدزيبي
رينيه ريدزيبي (من مواليد 16 ديسمبر 1977) هو طاه دنماركي ومالك مشارك لمطعم نوما الحائز على نجمتي ميشلان في حي كريستيانشافن في كوبنهاغن ، الدنمارك .  يشتهر ريدزيبي بعمله على إعادة ابتكار وصقل مطبخ وطعام اسكندنافي جديد يتميز بالابتكار والنكهات النقية. 

## النشأة والتعليم
ولد ريدزيبي في كوبنهاغن ، الدنمارك ، لأب مهاجر من جمهورية مقدونيا و أم دنماركية.   والده من أصل ألباني .  
عندما كان صغيرًا ، انتقلت عائلة ريدزيبي إلى مقدونيا وعاشت في تيتوفو ، وهي منطقة يغلب على سكانها الألبان ، حتى عام 1992 - بداية الحروب اليوغوسلافية .  قال ريدزيبي إنه وجد الحياة في مقدونيا ممتعة للغاية مقارنة بوقته في وقت لاحق في شقة صغيرة في حي غير رائع في الدنمارك. حيث في مقدونيا عاش ريدزيبي في منطقة ريفية في منزل كبير متعدد الأجيال حيث كانوا يأكلون طعامًا من مصادر محلية ، معظمه نباتي ، وصحي جدًا. 
لدى ريدزيبي شقيق توأم ، كينيث ريدزيبي. كان لديه وشقيقه العديد من خدمات توصيل الصحف ، وعملا في متجر محلي حتى يتمكنوا من المساهمة في دخل الأسرة. 
عندما كان عمره 15 عامًا ، ترك ريدزيبي المدرسة الثانوية. والتحق بمدرسة للطبخ مع صديق. 

## حياته المهنية
بعد اختيار مهنة الطهي ، تدرب ريدزيبي في مطعم عائلي محلي حائز على نجمة ميشلان يُدعى Pierre André في كوبنهاغن ، حيث حصل على تدريب مهني استمر 4 سنوات.  عندما كان يبلغ من العمر 19 عامًا ، ذهب للعمل في Le Jardin des Sens في مونبلييه بجنوب فرنسا.
يستورد ريدزيبي الكثير من طعامه محليًا ويقوم بالبحث عن طريق البحث عن الطعام في البرية.   حيث قال إن هذا يعود بفضل كبير للوقت الذي عاش فيه في مقدونيا، حيث كان الطعام محليًا وطازجًا. تعتمد قائمة الطعام في مطعم نوما على الموضوعات الموسمية لما هو متاح في ذلك الوقت. يركز ريدزيبي أيضًا على التخمير والتجفيف ، واستخدام أكبر قدر ممكن من النباتات واللحوم والأسماك. 

## الحياة الشخصية
ريدزيبي متزوج من الشيف نادين ليفي ريدزيبي التي نشأت في البرتغال والدنمارك . ولديهم ثلاث بنات. 

## فيلموغرافيا
- 2008: القائمة البريطانية العظمى (برنامج تلفزيوني) - حلقة واحدة: عشاء هيستون بلومنتال في غيركين
- 2008: نوما: نقطة الغليان / Noma pa Kogepunktet (وثائقي تلفزيوني) [14]
- 2009: MasterChef (مسلسل تلفزيوني) - 1 حلقة: الحلقة رقم 5.32
- 2010: ثلاث نجوم (فيلم وثائقي تلفزيوني)
- 2010: MasterChef: The Professionals (مسلسل تلفزيوني) - 1 حلقة: الحلقة رقم 3.16
- 2010: نوما في نقطة الغليان (فيلم وثائقي تلفزيوني)
- 2012: أنتوني بوردان: لا تحفظات (مسلسل وثائقي تلفزيوني) - حلقة واحدة: اليابان: اطبخها نية.
- 2012: عقل الشيف (مسلسل وثائقي تلفزيوني) - 3 حلقات: رينيه ، شيف ، رفاقا
- 2013: La ltima película (فيلم وثائقي)
- 2014: Finding Gaston (فيلم وثائقي)
- 2015: نوما: عاصفتي المثالية (فيلم وثائقي) [15]
- 2016: النمل على الجمبري (فيلم وثائقي)
- 2016: نوما: أستراليا (مسلسل وثائقي تلفزيوني) - 3 حلقات: الحلقة رقم 1.1 ، الحلقة رقم 1.2 ، الحلقة رقم 1.3
- 2018: كيف تتناول الطعام في نوما رينيه ريدزيبي الجديد.
- 2018: قبيح لذيذ (مسلسل وثائقي تلفزيوني) - 3 حلقات: التاكو و الطبخ المنزلي و الباربكيو

## روابط خارجية
- [http://www.imdb.com/name/nm3046771/ René Redzepi

] في قاعدة بيانات الأفلام على الإنترنت
- ReneRedzepiNomaعلى تويتر.